# Diecéze trogirská
Diecéze trogirská je někdejší římskokatolická diecéze se sídlem v Trogiru (latinsky Tragurium, italsky Traù) na chorvatském pobřeží Jaderského moře. 

## Historie

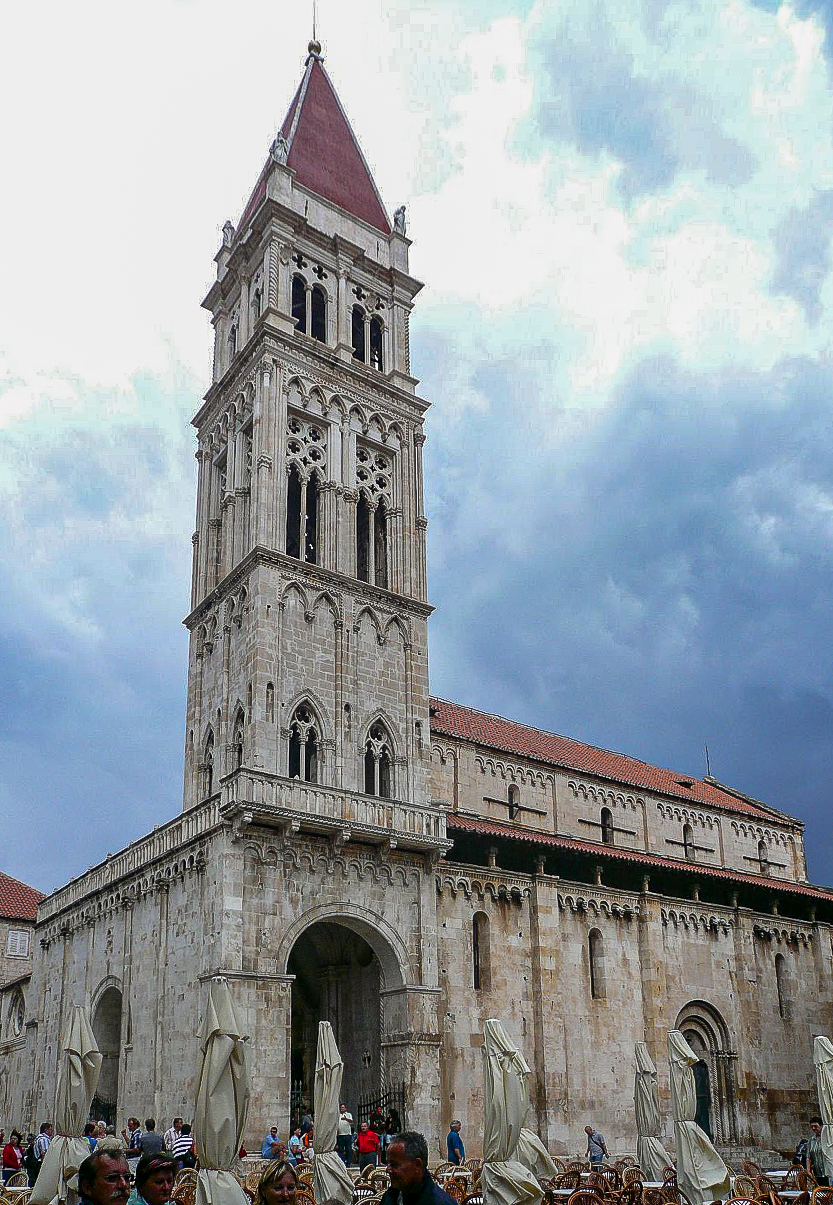
Katedrála svatého Vavřince v Trogiru

Diecéze byla založena ve středověku a zrušena v roce 1828. 
Větší část diecézní oblasti spadala do jurisdikce diecéze šibenické, menší jihovýchodní oblast pod splitskou arcidiecézi. 
Hlavním chrámem diecéze byla trogirská katedrála svatého Vavřince.

## Biskupové

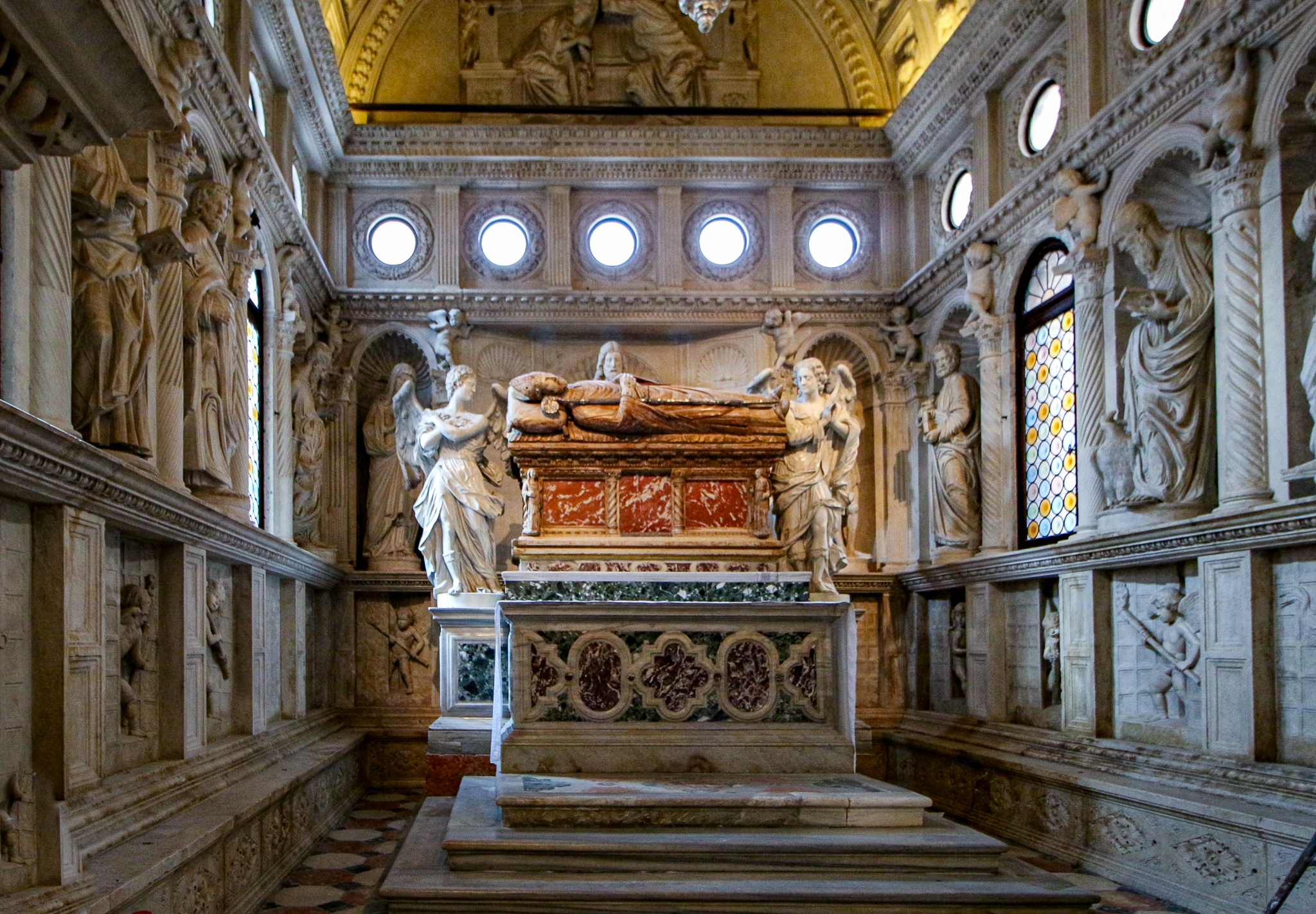
Kaple svatého Jana Trogirského s náhrobkem světce

Nejvýznamnějším biskupem byl sv. Jan (Ivan) Trogirský († 1111).
Od roku 1969 se titul Trogirského biskupa uděluje jako titulární biskupství (Tragurium).